# Primera República filipina
La Primera República filipina, oficialment República filipina i també coneguda com la República de Malolos, va ser un govern de curta vida de les Filipines, que es va establir formalment amb la proclamació de la Constitució de Malolos el 23 de gener de 1899 a Malolos, Bulacán. La República va estar oficialment activa fins a la captura i arrest d'Emilio Aguinaldo per les forces estatunidenques el 23 de març de 1901 en Palanan, Isabela, dissolent-se efectivament la Primera República, encara que Macario Sakay va assumir-ne la presidència i va continuar la resistència contra Estats Units fins a 1907, quan va ser capturat i executat.
L'establiment de la República filipina va ser la culminació de la revolució filipina contra l'imperi espanyol, succeint les anteriors i efímeres República del Kakarong proclamada en 1896 i República de les Filipines (o República de Biac-na-Bató) proclamada en 1897 i dissolta després del Pacte de Biak-na-Bato. La Independència es va declarar el 12 de juny de 1898 i el govern dictatorial de llavors va ser reemplaçat per una revolució d'on sorgeix un nou govern liderat per Emilio Aguinaldo com a president el 23 de juny de 1898. El 5 de novembre de 1898 es va constituir la República de Negros, subordinant-se a l'autoritat de la República de les Filipines. El 18 de maig de 1899 li va seguir la República de Zamboanga, que no obstant això va ser ocupada després de poc temps per l'exèrcit estatunidenc.
La República de les Filipines va ser la primera república constitucional d'Àsia. Encara que hi havia diverses repúbliques asiàtiques anteriors a la Primera República filipina, per exemple, la República de Formosa o la República d'Ezo, la República de Malolos va ser la primera a formular una constitució integral degudament aprovada per un congrés parcialment escollit.

## Història

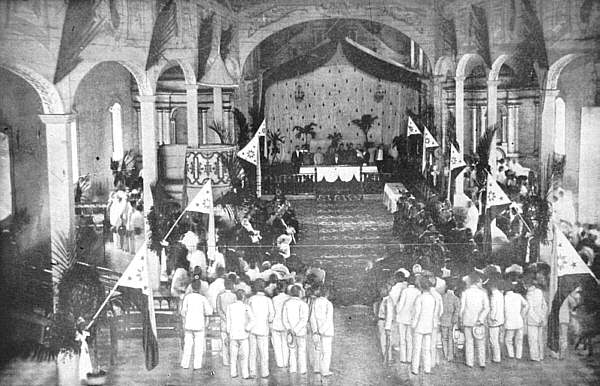
Una sessió del Congrés de Malolos a l'Església de Barasoain.

La república va ser formada després dels esdeveniments derivats de la Declaració d'Independència de les Filipines. Va adoptar la Constitució Política de la República filipina, preparada per la Convenció Constitucional filipina a l'església de Barasoain en Malolos en 1899 per substituir el govern dictatorial establert pel Pacte de Biak-na-Bato en 1897. Va ser aprovat per Aguinaldo i deu delegats per a l'Assemblea de Representants el 21 de gener de 1899. Anteriorment, la convenció va encomanar al president Aguinaldo l'1 de gener de 1899 la conducció a la seva inauguració el 23 de gener del mateix any.

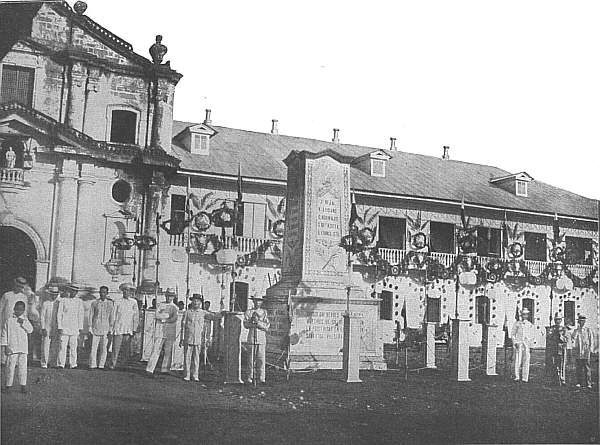
Guàrdies i soldats de la força revolucionària durant una sessió al Congrés.

### Guerra filipino-estatunidenca
Les relacions tenses es van mantenir durant la Guerra filipino-estatunidenca. Emilio Aguinaldo i els seus homes van fugir al nord de Luzón, tractant de resistir a les forces americanes.
Aguinaldo va ser capturat mitjançant una estratagema per la qual un batalló estatunidenc simulava rendir-se. L'1 d'abril de 1901 Aguinaldo va jurar lleialtat als Estats Units, acabant formalment la Primera República i reconeixent la sobirania dels Estats Units sobre Filipines.
No obstant això, Macario Sakay va continuar la resistència contra Estats Units després de la declaració oficial estatunidencia de final de la guerra en 1902 i va assumir la presidència de la Primera República de les Filipines, a la qual va canviar el nom com a República filipina Tagala, convertint-se així en el segon president no oficial de les Filipines.
Sakay va ser també capturat mitjançant promeses falses d'indult i incorporació a un suposat futur govern independent de les Filipines. Una vegada es va lliurar voluntàriament, va ser jutjat per un tribunal militar dels EUA, condemnat com a bandit i penjat en 1907.

## Gabinet
| Càrrec                                       | Nom                  |  |
|                                              |                      |  |
| President                                    | Emilio Aguinaldo     |  |
| Primer Ministre                              | Apolinario Mabini    |  |
|                                              | Pedro Paterno        |  |
|                                              |                      |  |
| Ministre d'Afers exteriors                   | Apolinario Mabini    |  |
|                                              | Felipe Buencamino    |  |
| Ministre de Finances i Guerra                | Gen. Mariano Trías   |  |
| Ministre d'Interior                          | Teodoro Sandico      |  |
|                                              | Severino de las Alas |  |
| Ministre de Guerra                           | Baldomero Aguinaldo  |  |
| Ministeri de Benestar Social                 | Gracio Gonzaga       |  |
| Ministre d'Agricultura, Indústria i Comerç   | León María Guerrero  |  |
| Ministre de Finances                         | Hugo Ilagan          |  |
| Ministre d'Instrucció Pública                | Águedo Velarde       |  |
| Ministre d'Assumptes Públics i Comunicacions | Máximo Paterno       |  |